# Список заслуженных тренеров России по дзюдо
Ниже приводится список Заслуженных тренеров России по дзюдо. Звание присваивается с 1992 года.

## 1993
- Боровик, Валерий Александрович
- Васильев, Виктор Николаевич (тренер)
- Киселёв, Владимир Александрович (тренер по дзюдо)
- Лоханский, Геннадий Константинович
- Лювунхай, Владимир Александрович
- Рощупкин, Николай Алексеевич
- Чапаев, Ваха Хасанович

## 1994
- Казунин, Юрий Петрович
- Храмов, Пётр Григорьевич

## 1995
- Матвеев, Александр Брониславович
- Тизяев, Валерий Алексеевич

## 1996
- Алёхин, Юрий Алексеевич
- Бекузаров, Алик Ахполатович
- Губанов, Василий Николаевич
- Тихонов, Вячеслав Евгеньевич

## 1997
- Короев, Владимир Давидович
- Лямкин, Константин Геннадьевич
- Сидоркевич, Игорь Михайлович

## 1998
- Гасиев, Пётр Цараевич
- Паршин, Юрий Анатольевич
- Фролов, Владимир Николаевич
- Хабиров, Валентин Викторович

## 1999
- Береснев, Алексей Николаевич
- Бурлаков, Владимир Юрьевич
- Васин, Вячеслав Федорович
- Газизов, Владимир Абдулович
- Магомедов, Асадула Гаджиевич

## 2000
- Белин, Сергей Александрович
- Васильев, Анатолий Ильич
- Илюшкин, Пётр Николаевич
- Ниров, Сеф Харабиевич
- Поздеев, Александр Александрович
- Семёнов, Юрий Вячеславович
- Тамошенко, Валерий Леонидович
- Фёдоров, Юрий Павлович
- Философенко, Константин Михайлович
- Харламов, Николай Владимирович
- Яковлев, Виктор Федорович

## 2001
- Абдулин, Расим Ахмедович
- Бегидов, Вячеслав Сафербиевич
- Веричев, Григорий Владимирович
- Востриков, Виктор Иванович
- Жердев, Виктор Эммануилович
- Курденков, Владимир Николаевич
- Малафеевский, Станислав Михайлович
- Могилинец, Николай Николаевич
- Плотников, Владимир Иванович
- Попов, Дмитрий Аркадьевич
- Ротенберг, Аркадий Романович
- Тарасов, Сергей Александрович
- Фёдоров, Юрий Борисович

## 2002
- Александров, Юрий Павлович

## 2003
- Магомедов, Хабиб Сиражудинович
- Шестаков, Владимир Зарипзянович
- Худяков, Дмитрий Геннадьевич
- Черных, Дмитрий Алексеевич

## 2005
- Ансагов, Кюри Ахмедович
- Асаев, Марат Растямович
- Игбаев, Камиль Рауфович
- Касемян, Артуш Фрунзикович
- Космынин, Сергей Михайлович
- Паршиков, Илья Викторович
- Пикалов, Александр Андреевич
- Ротенберг, Борис Романович
- Тимченко, Виктор Николаевич